# Каркси (волость)
Каркси (эст. Karksi vald) — бывшая волость в Эстонии в составе уезда Вильяндимаа.
24 октября 2017 Каркси, Халлисте, Абья и Мыйзакюла вошла в новую волость Мульги.

## Положение
Площадь волости — 322,3 км², численность населения на 1 января 2010 года составляла 4022 человека.
Административный центр волости — город Каркси-Нуйа. Помимо этого, на территории волости находится ещё 20 деревень: Айнья, Алласте, Хирмикюла, Каркси, Кывакюла, Леели, Лилли, Метсакюла, Морна, Мури, Мяэкюла, Оти, Полли, Пярси, Пёёгле, Судисте, Сууга, Тухалаане, Универе, Ярикюла.